# Deutsche Encyclopädie
Die Deutsche Encyclopädie ist eine Enzyklopädie von Heinrich Martin Gottfried Köster (1734–1802) und Johann Friedrich Roos.

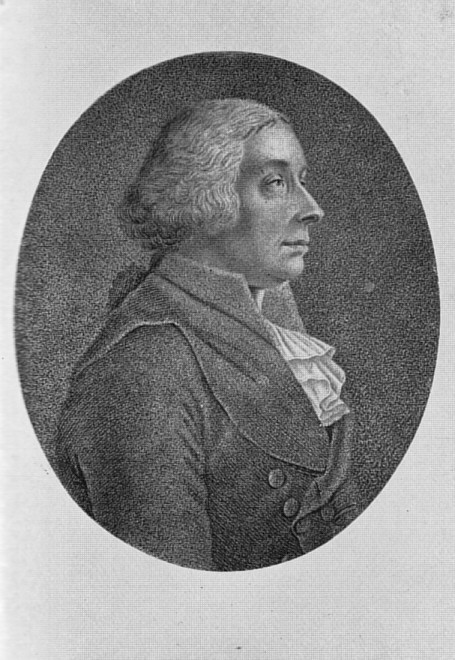
Ludwig Julius Friedrich Höpfner

## Geschichte
Der Gießener Pädagogiarch und Professor der Geschichte Heinrich Martin Gottfried Köster gab ab 1778 beim Verlag Varrentrapp (Sohn) und Wenner in Frankfurt am Main die Deutsche Encyclopädie (Deutsche Encyclopädie oder allgemeines Real-Wörterbuch aller Künste und Wissenschaften) heraus (oder Ludwig Höpfner); Johann Friedrich Roos löste ihn als Herausgeber ab Band 18 ab.
Das auch als „Frankfurter Enzyklopädie“ bekannte Werk sollte ursprünglich „Gießener Enzyklopädie“ heißen. Es wurde von an der Universität Gießen tätigen Professoren initiiert und getragen, die durchweg Mitglieder der Gießener Akademie der Wissenschaften (1767–1774) gewesen sind. Obwohl die ursprünglich auf 12 Bände ausgelegte Enzyklopädie auf bio- und geografische Artikel verzichtete, ist sie unvollendet geblieben und umfasst 23 Bände (A–Ky), von denen der letzte Band 1804 erschien. Die einzelnen Beiträge zu dieser Enzyklopädie erschienen zunächst anonym; doch wurde ab Band 3 jeder Autor am Ende des jeweiligen Artikels mit einer eingeklammerten Nummer bezeichnet. Der fünfzehnte Band von 1790 bietet sodann eine diese Chiffren wenigstens teilweise auflösende Liste mit den „Namen der Herrn Verfasser“, sofern sich nämlich die Betreffenden bereitfanden, aus der Anonymität herauszutreten. Zu den Autoren gehören der Aufklärer Christian Konrad Wilhelm Dohm, der Jurist Christian von Gmelin sowie die Ökonomen Johann Georg Büsch und Johann August Schlettwein. Ein weiterer Band mit Kupfertafeln wurde im Jahr 1807 veröffentlicht.
Das Werk wurde von Zeitgenossen hoch geschätzt:
„Die Verfasser der naturhistorischen Artikel haben die besten und kostbarsten Werke in diesem Fache gekannt, und benutzt […]. Auch aus akademischen und anderen berühmten periodischen Schriften, und dann auch aus guten Reisebeschreibungen ist hier vieles, sehr vieles sehr zweckmäßig gesammelt worden.“ (Oberdeutsche allgemeine Litteraturzeitung 1789).
Die Deutsche Encyclopädie gilt als erstes deutsches Nachschlagewerk, das die Bezeichnung „Enzyklopädie“ im Buchtitel trägt.